# Medalla por el Desarrollo de las Tierras Vírgenes
La Medalla por el Desarrollo de las Tierras Vírgenes (en ruso: Медаль «За освоение целинных земель») es una medalla civil de la Unión Soviética establecida el 26 de octubre de 1956 por Decreto del Presídium del Sóviet Supremo de la Unión Soviética. Para reconocer a las personas que mostraron un desempeño superior en el trabajo durante dos años relacionado con la Campaña de las Tierras Vírgenes iniciada en 1954 por Nikita Jrushchov para cultivar 36 000 000 hectáreas de tierras previamente baldías en Kazajistán, Siberia, los Montes Urales, el área del Volga y el Norte del Cáucaso. Pretendía servir de ejemplo de buenos logros en el desempeño de los deberes cívicos.

## Estatuto
La medalla era otorgada a agricultores, trabajadores de granjas estatales, Estación de Máquinas y Tractores, construcción y otras organizaciones, el Partido, el gobierno, trabajadores y trabajadoras del Komsomol por su buen trabajo en el desarrollo de la agricultura en zonas de tierras vírgenes y en barbecho en Kazajistán, Siberia, los Urales, el Volga y el Cáucaso Norte durante un período de al menos dos años.
Las solicitudes para la concesión de la medalla eran iniciadas por los presidentes de las granjas colectivas, los directores de empresas, instituciones y organizaciones, así como los secretarios de las organizaciones del Partido o los presidentes de las organizaciones sindicales y posteriormente enviados a los comités ejecutivos de los soviets de distrito que seleccionaban a los destinatarios y remitían las listas al Presídium de los Sóviets Supremos de las distintas Repúblicas Autónomas y los comités ejecutivos de los consejos territoriales y regionales de trabajadores diputados para su aprobación final.
Finalmente, La medalla era entregada, en nombre del Presídium del Sóviet Supremo de la Unión Soviética por presidentes, vicepresidentes y miembros del Presídium de los Sóviets Supremos de las Repúblicas Autónomas y los comités ejecutivos regionales, provinciales, Sóviets de distrito y ciudad en el lugar de residencia del premiado.
La medalla se lleva en el lado izquierdo del pecho y, si usa junto con otras medallas de la URSS, se coloca después de la Medalla por la Restauración de las Minas de Carbón de Donbass. Si se usa en presencia de premios de la Federación de Rusia, estos últimos tienen prioridad.

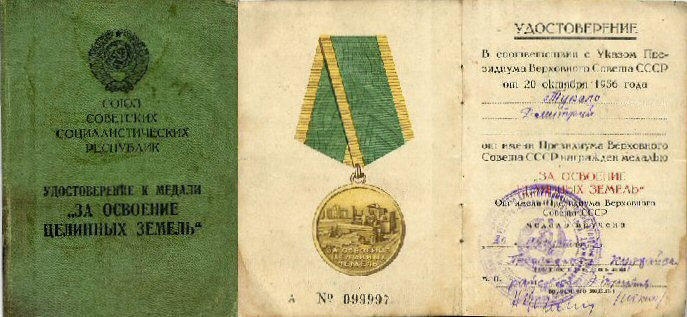
Documento de concesión de la medalla

Cada medalla venía con un certificado de premio, este certificado se presentaba en forma de un pequeño folleto de cartón de 8 cm por 11 cm con el nombre del premio, los datos del destinatario y un sello oficial y una firma en el interior.
Esta medalla fue la primera que se entregó a Yuri Gagarin justo después de su vuelo espacial, directamente en el aeródromo Engels. Después de eso, se convirtió en una especie de tradición otorgar la medalla a muchos cosmonautas soviéticos. A 1 de enero de 1995 se había otorgado a aproximadamente 1.345.520 personas.

## Descripción

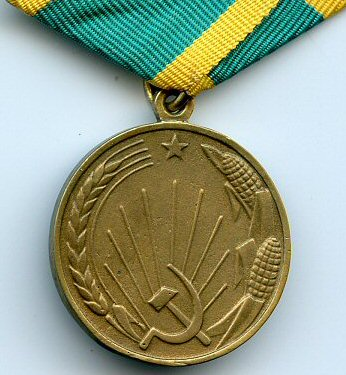
Reverso de la medalla

La medalla está fabricada en metales no ferrosos y tiene la forma de un círculo regular con un diámetro de 32 mm. La oreja de la medalla tenía dos variantes de fabricación: redondeada, molida y, más raro, redondeada convexa.
En el anverso de la medalla hay una cosechadora autopropulsada (С-4) durante la cosecha y en el horizonte del campo un elevador, en la parte inferior de la medalla en tres líneas hay una inscripción «Por el desarrollo de tierras vírgenes» (en ruso: «За освоение целинных земель»). En el reverso, en la parte inferior, la imagen en relieve de la hoz y el martillo con rayos de sol que irradian hacia arriba hacia una estrella de cinco puntas en la parte superior, a lo largo de la circunferencia derecha, mazorcas de maíz, a lo largo de la circunferencia izquierda, una espiga de trigo. Todas las inscripciones e imágenes de la medalla son convexas.
La medalla está conectada por un anillo a través del lazo de suspensión de la medalla a una montura pentagonal soviética estándar cubierta por una cinta de muaré de seda verde oscuro superpuesta de 24 mm con franjas de borde amarillo de 3 mm de ancho cada una.